# 遼朝王爵列表
遼朝封爵分國王（二國）、國王（一國）、王、郡王、国公、開國郡公、開國縣公、開國侯（開國郡侯、開國縣侯）、開國伯（開國郡伯、開國縣伯）、開國子（開國郡子、開國縣子）、開國男（開國郡男、開國縣男）十一等十五種。
下表列出遼朝可考的王爵。

## 國王

### 國王（二國）
- 耶律隆庆，秦晋国王，景宗二子，1012年封[2]
- 耶律洪基，燕赵国王，兴宗长子，1043年封[3]
- 耶律和鲁斡，宋魏国王，兴宗第二子，清宁初年封[3]
- 耶律淳，秦晋国王，和鲁斡子，1116年封[4]
- 耶律阿琏，兴宗第三子，清宁年间封秦越国王，1087年追封秦魏国王[5]

### 國王（一國）
- 沙姑，卫国王，穆宗时封[6]
- 萧思温，楚国王，972年追封[7]
- 耶律隆庆，998年进封梁国王[8]，开泰初年改封晋国王[4]
- 耶律隆裕，又名高七，998年进封吴国王，1001年徙封楚国王，1012年徙封齐国王[8]
- 耶律休哥，宋国王，986年封[9]
- 萧孝穆，1037年进封吴国王，1040年徙楚国王[10]，1042年改齐国王齐国王[11]，重熙年间追赠晋国王[10]
- 耶律重元，秦国王，1023年封[12]
- 耶律制心，陈国王，1024年追封[12]
- 耶律宗政（查哥、查葛），越国王，1052年封；赵国王，1055年封；魏国王，1056年封[13]
- 萧和（谐领），齐国王，重熙初年封[14]；晋国王，1035年封[11]
- 萧留隐，齐国王，圣宗时封[15]
- 萧惠（萧贯宁），韩国王，1042年进封[16]；魏国王，1050年封[17]
- 耶律洪基，燕国王，1042年进封[18]
- 萧孝友（挞不衍、陈留），宿国王，1055年封；丰国王，清宁初年进封[3]
- 萧孝惠（孝忠），楚国王，1043年赠[18]
- 耶律寅底石（亚思），许国王，1045年追封[19]
- 耶律涅鲁古，楚国王，1056年进封[3]
- 耶律和鲁斡（弘本，阿辇），鲁国王，1055年封[4]；宋国王，1056年封[3]
- 耶律阿琏（康时，弘世，讹里本），陈国王，1056年封[3]；秦国王，1056年封[4]
- 萧革，郑国王，1062年封[20]
- 耶律岩木，太祖伯父，蜀国王、楚国王，兴宗时追封[21]
- 耶律释鲁，太祖伯父，蜀国王[22]，兴宗时追封隋国王[21]
- 耶律陈六，陈国王，清宁年间封[20]
- 耶律延禧，燕国王，1083年进封[23]
- 萧术哲（知微），秦国王→宋国王→梁国王，天祚时追封[24]
- 耶律挞鲁，燕国王，1103年封[25]
- 耶律淳，1103年封越国王，1106年封魏国王[25]

## 王
- 赵延寿，太宗会同初年封燕王，会同七年封魏王[26]
- 赵德钧，齐王，会同年间追封[27]
- 刘珂，吴王，太宗时封[28]
- 耶律牒蜡（述轧），燕王，世宗时封[29]
- 高勋，赵王，穆宗时封[30]969年进封秦王[7]
- 耶律喜隐，赵王，穆宗时封[31]969年改封宋王[7]
- 耶律罨撒葛，齐王，969年进封[7]
- 萧思温，魏王，969年封[7]
- 耶律隆先，平王，969年封[7]
- 耶律稍，吴王，969年封[7]
- 耶律道隐，蜀王，969年封[7]；荆王，979年徙封[32]；晋王，圣宗初年追封[33]
- 耶律必摄，越王，969年封[7]
- 耶律敌烈，冀王，969年封[7]
- 耶律宛，卫王，969年封[7]
- 耶律只没，宁王，景宗即位封，保宁八年夺爵[7]，983年诏复宁王旧爵[4]
- 韩匡美，邺王，971年封[7]
- 胡母里，韩王，973年追封[7]
- 韩匡嗣，燕王，979年封[32]；秦王，979年封[34]
- 耶律隆绪，梁王，980年封[32]
- 耶律隆庆，恒王，980年封[32]
- 耶律隆裕，郑王，乾亨初年封[4]
- 耶律隆运，楚王，统和年间封；齐王，统和年间封；晋王，1004年封[35]
- 耶律斜轸，魏王，999年封[8]
- 耶律汉宁，魏王，圣宗时封[36]
- 耶律室鲁，韩王，1011年封[37]
- 耶律化哥，豳王，1013年封[37]
- 耶律世良（斡），岐王，1013年封[38]
- 王继忠，楚王，1017年封[39]
- 耶律宗真，梁王，1018年封[12]
- 耶律宗业（胡都古），周王，1023年前封[12]
- 萧排押，豳王，1023年封[40]
- 萧孝穆，燕王，1023年封[12]，兴宗即位徙封秦王[10]
- 耶律制心，燕王，太平年间徙封[41]
- 耶律宗政（查哥、查葛），潞王，1029年封[42]；鲁王，1035年封；宋王，1042年封；郑王，1050年封[13]
- 萧朴（普古），恒王，太平年间封[43]；晋王，1031年封[44]；韩王，重熙初年封；楚王，重熙年间封；魏王，1035年封；齐王，兴宗时赠[43]
- 萧和（谐领），魏王，1033年赠王爵[11]
- 萧奥只（扫古），郑王，圣宗时封[28]
- 萧继先（萧继远），宋王，圣宗时赠[45]
- 萧绍宗，吴王，圣宗时封[46]；魏王，圣宗时赠[47]
- 耶律宗训（吴哥、洪隐），燕王，兴宗时封[4]
- 耶律宗范（合禄），魏王，兴宗时封[4]
- 耶律信宁（解里），梁王，1034年后封[48]
- 耶律宗允（谢家奴），韩王，重熙初年进封；汧王，重熙初年进封[49]；陈王，1048年进封[21]；鲁王，道宗时进封，郑王，道宗时追封[49]
- 萧惠（萧贯宁），郑王，重熙初年封；赵王，1037年徙封；齐王[17]
- 萧孝先（延宁、海里），楚王，重熙初年封[50]；晋王，1035年封[11]
- 张俭，韩王，1037年封[51]；陈王，1042年封[52]
- 耶律洪基，梁王，1037年封[44]
- 萧孝友（挞不衍、陈留），陈王，1039年进封；吴王，1041年封[53]；赵王，1044年左右封；燕王，1050年后徙封；秦王，兴宗时封[21]
- 耶律宗德（遂哥），豳王，1043年封[18]；汧王，兴宗时封[49]
- 萧孝惠（孝忠），楚王，1043年封[18]
- 耶律仁先，吴王，重熙年间封；隋王，1058年封；许王，1063年封；宋王，1063年封；辽王，1065年封；晋王，1065年封[54]
- 耶律宗凞（贴不），汉王，1048年封[21]；魏王，1057年前封[35]；吴王，1059年封[3]；卫王，1063年削爵[20]
- 耶律涅鲁古，楚王，1048年进封[21]；吴王，1055年徙封[3]
- 耶律和鲁斡（弘本，阿辇），越王，1048年封[21]
- 耶律阿琏（康时，弘世，讹里本），许王，1048年封[21]；越王，1054年封[55]
- 耶律思忠（瑰引），燕王，1049年追封[56]
- 萧虚烈，1052年封郑王[21]，兴宗时封赵王[15]
- 萧革，1052年封吴王，兴宗时进郑王[57]，1058年进楚王[3]
- 萧阿剌，1055年进封韩王，1056年再封陈王[58]
- 涂孛特，1055年封陈王，1055年进封吴王[3]
- 萧撒八（无曲），齐王，清宁初年追封[59]
- 耶律宗福（涤鲁），清宁初年封邓王[60]，道宗时封汉王[61]，道宗时封韩王[62]
- 耶律乙辛，1059年封赵王，清宁末年进魏王[63]
- 杜防，韩王，道宗时封[64]
- 耶律浚，梁王，1063年封[20]
- 萧德（特末隐），汉王，1063年封[65]
- 耶律义先，1063年追封许王[20]，道宗时追封平王[66]
- 萧韩家奴，1063年封荆王[67]，1077年封吴王[68]
- 萧唐古，韩王，道宗初封[20]
- 杨晳，赵王，1072年封[69]
- 萧德温（别里剌），赵王，1076年赠[70]
- 耶律延禧，梁王，1080年封[23]
- 耶律挞鲁，梁王，天祚即位封[25]
- 耶律淳，郑王，1101年封[25]
- 耶律雅里，封梁王，天祚即位后封[4]
- 耶律敖鲁斡，晋王，1106年封[71]
- 耶律习泥烈，赵王，1119年八月前封[72]
- 耶律定，秦王，天祚时封[4]
- 耶律宁，许王，天祚时封[4]
- 耶律斡特剌，许王，天祚时封[73]
- 耶律阿思（耶律祺、撒巴宁），天祚时封赵王，追封齐王[74]

## 郡王
- 颓昱，漆水郡王，949年封[29]
- 刘继文，彭城郡王，979年封[75]
- 耶律贤适，西平郡王，980年封[32]
- 耶律抹只，漆水郡王，988年封[76]
- 耶律海里，漆水郡王，994年封[77]
- 萧挞凛（挞览），兰陵郡王，996年封[78]
- 萧恒德，兰陵郡王，圣宗时追封[79]
- 萧宁，兰陵郡王，1012年封[37]
- 萧排押，1013年封兰陵郡王[12]，1016年封东平郡王[40]
- 耶律宗业（胡都古），广平郡王，1014年封[80]
- 耶律宗政（查葛），中山郡王，1016年封[37]
- 耶律宗德（遂哥），乐安郡王，1016年封[37]
- 王继忠，琅邪郡王，1016年封[39]
- 耶律宗允（谢家奴），长沙郡王，1017年封[37]
- 耶律制心，漆水郡王，1017年封[37]
- 丁振，兰陵郡王，1023年改封[12]
- 耶律合葛，封漆水郡王，1023年封[12]
- 耶律宗范（合禄），三韩郡王，1023年封[12]
- 耶律敌烈，漆水郡王，1024年封[12]
- 耶律宗凞（贴不），豫章郡王，1029年封[42]
- 萧匹敌，兰陵郡王，1030年封[81]
- 萧朴，兰陵郡王，圣宗时封[43]
- 萧仲，兰陵郡王，圣宗时谥赠[82]
- 耶律宁，漆水郡王，圣宗时封[83]
- 萧继远（萧继先），兰陵郡王，圣宗时封[84]
- 萧图玉（徒欲），兰陵郡王，圣宗时封[85]
- 萧孝友（陈留），兰陵郡王，1032年封[53]
- 耶律涅鲁古（耶鲁绾），安定郡王，1042年封[18]
- 耶律敌鲁古，1043年封漆水郡王[18]，1046年免官，1050年复封漆水郡王[21]
- 萧虚烈，辽西郡王，1045年封[18]
- 耶律义先，1047封武昌郡王，1052年进富春郡王[86]
- 耶律宗教（旅坟、驴粪），广陵郡王，1048年封[87]
- 别古得（别古特），柳城郡王，1048年封[21]
- 耶律宗愿（侯古），兴宗时封陈留郡王[88]，1048年封饶乐郡王[21]，1063年封混同郡王[88]
- 耶律宗福，重熙年间封漆水郡王，后削爵，1050年封混同郡王[61]
- 耶律思忠（瑰引），漆水郡王，兴宗时封[89]
- 萧阿剌（知足、阿里懒），西平郡王，1052年封[90]
- 萧撒八（无曲），武宁郡王，重熙末封[59]
- 萧某，钦哀皇后曾祖，兰陵郡王，兴宗时封[91]
- 萧孝诚，兰陵郡王，兴宗时封[83]
- 萧双古，兰陵郡王，兴宗时封[92]
- 耶律苏撒，漆水郡王，兴宗时封[93]
- 萧迪烈（萧时时里），兰陵郡王，道宗清宁年间追赠[94]
- 萧术哲（知微），柳城郡王，1064年封[95]
- 萧韩家奴，清宁年间封兰陵郡王，1079年例降兰陵郡王[67]
- 耶律白，辽西郡王，1070年追封[20]
- 耶律良（习捻，苏），辽西郡王，咸雍中追封[96]
- 萧德良（萧余里也），辽西郡王，1076年封[97]
- 萧霞抹（萧末、萧德让），柳城郡王，1076年封[98]
- 耶律乙辛，混同郡王，1079年封[63]
- 杨皙，辽西郡王，1079年封[69]
- 萧酬斡，兰陵郡王，1079年封[23]
- 萧兀纳（挞不也、特免），兰陵郡王，1079年封[99]
- 耶律石笃，漆水郡王，1081年封[23]
- 耶律阿思，漆水郡王，道宗大安初封[74]
- 耶律斡特剌，1095年封漆水郡王[100]，天祚时封封混同郡王[101]
- 姚景行，柳城郡王，寿昌年间追封[102]
- 耶律淳，北平郡王，道宗时封[25]
- 耶律习泥烈，饶乐郡王，天祚时封[103]
- 耶律俨（李俨），1106年封漆水郡王[104]，天庆年间封陇西郡王[105]
- 萧挞不也，兰陵郡王，乾统年间追封[106]
- 耶律挞不也，漆水郡王，乾统年间追封[107]
- 耶律撒剌（堇隐），漆水郡王，乾统年间追封[108]
- 萧速撒（秃鲁堇），兰陵郡王，乾统年间追封[109]
- 萧得里底（糺邻），兰陵郡王，1113年封[110]
- 萧奉先，兰陵郡王，天祚时封[111]

## 特殊王爵
- 耶律倍，东丹王，926年封
- 耶律述律，寿安王，939年封[112]
- 耶律罨撒葛，太平王，939年封[112]
- 耶律兀欲，永康王，947年封[29]
- 耶律安端，明王，太宗末年封[112]
- 耶律察割，泰宁王，世宗即位封[29]
- 萧挞凛，顺国王，1004年封[113]
- 萧韩宁，东平王，1019年封[12]
- 萧孝穆，东平王，1030年封[42]
- 萧孝诚（萧高九），赠忠简王，兴宗时封[83]